# IC 2014
IC 2014 је спирална галаксија у сазвјежђу Мрежица која се налази на листи објеката дубоког неба у Индекс каталогу.
Деклинација објекта је - 56° 44' 48" а ректасцензија 3h 55m 21,7s. Привидна величина (магнитуда) објекта IC 2014 износи 14,8 а фотографска магнитуда 15,5. IC 2014 је још познат и под ознакама ESO 156-20, PGC 14108.